# Joseph Bernhard Gletle
Joseph Bernhard Gletle (~ 17. März 1655 in Augsburg; † 26. Juli 1696 in Salzburg) war Jurist und Professor an der Benediktineruniversität Salzburg.

## Leben
Joseph Bernhard Gletle war ein Sohn des aus Bremgarten im Aargau stammenden Augsburger Domkapellmeisters Johann Melchior Gletle (1626–1683) aus der Ehe mit Maria Katharina Streitlin. Er studierte an der Benediktineruniversität Salzburg und der Jesuitenuniversität Ingolstadt, wo er 1681 in beiden Rechten promoviert wurde. Einige Jahre lehrte an der Universität Dillingen, bis er 1684 auf den Lehrstuhl der Pandekten nach Salzburg berufen wurde. Nach dem Tod Johann Balthasar Brauns bewarb er sich um den höherwertigen Lehrstuhl für den Codex und das öffentliche Recht, den er am 17. November 1688 (Datum der erzbischöflichen Bestellungsurkunde) auch erhielt. Dreimal stand er der juristischen Fakultät als Dekan vor und wurde zum hochfürstlichen Salzburger Rat ernannt.
Gletle war nach Zauner „einer der gründlichsten und aufgeklärtesten Salzburgischen Rechtslehrer“. Dass er zu den frühen Aufklärern gehörte, macht die Affäre um sein letztes Werk Legis Amortizationis et immunitatis ecclesiasticae anatomia iuridica deutlich (Brandhuber), das sich kritisch mit dem Vermögenserwerb und der Immunität der Kirche beschäftigte. Die Publikation, obwohl zunächst von der theologischen und von der juristischen Fakultät approbiert, wurde von den der Universität vorgesetzten Prälaten verhindert, indem sie alle gedruckten Exemplare aufkauften. Sie erschien erst 1714, nach Gletles Tod, erneut.
Gletle war in kinderloser Ehe mit Maria Elisabeth Weber verheiratet, die er zur Universalerbin erklärte. Seine Pflanzen und Tulpenzwiebeln vermachte er teils einem Verwandten, teils den Benediktinern des Kollegiums des hl. Karl Borromäus. Er starb am 26. Juli 1696 und wurde am 29. Juli im Sacellum begraben. Seinen Lehrstuhl übernahm Ernst Friedrich von Someting.

## Schriften
- Theses Philosophicae De Anima (Präses: Wilhelm Hainzell) Augustae Vindelicorum 1673
- Assertiones iuridicae, ex universo iure selectae. Salisburgi 1694, 1708
- Ius civile ad normam institutionum accurata methodo concinnatum. Salisburgi 1703, 1713, 1727
- Josephi Bernardi Gletle … Selecta juris publici. Salisburgi 1708
- Tractatus Iuridicus De Criminibus Publicis In Genere, Ac In Specie, De Crimine Maiestatis, Haeresi, Apostasia, Et Blasphemia. Salisburgi 1708
- Josephi Bernardi Gletle Tractatus iuridicus pactis contractibus … Salisburgi 1714
- Legis amortizationis [et] immunitatis ecclesiasticae anatomica iuridica. Argentinae 1714
- Jus civile ad digestorum normam accurata methodo concinnatum. Salisburgi 1712 (Handschriftensammlung der UB Klagenfurt)